# Hermann von Eichhorn
Hermann Gottfried Emil von Eichhorn (Breslau, 13. veljače 1848. – Kijev, 30. srpnja 1918.) je bio njemački feldmaršal i vojni zapovjednik. Tijekom Prvog svjetskog rata zapovijedao je 10. armijom na Istočnom bojištu, te bio guverner Ukrajine.

## Vojna karijera
Herman von Eichhorn rođen je 13. veljače 1848. godine u obitelji generala Karla Friedricha von Eichhorna, visoko rangirana političara iz Mindena i Julie Schelling. Njegov djed Johann Albrecht von Eichhorn je također bio znameniti pruski političar i ministar kulture. Djed s majčine strane bio je znameniti filozof Friedrich Wilhelm Schelling. Eichhornov sin Wolf također se odlučio za vojni poziv, te je tijekom Drugog svjetskog rata služio u njemačkoj mornarici.
Eichhorn je u prusku vojsku stupio u travnju 1866. godine nakon završetka gimnazije služeći u 2. gardijskoj pukovniji. Sudjelovao je u Austrijsko-pruskom ratu i Prusko-francuskom ratu. Od listopada 1872. pohađa Prusku ratnu akademiju koju završava 1875. godine nakon čega se vraća na službu u 2. gardijsku pukovniju. U međuvremenu je, u siječnju 1873., promaknut u čin poručnika. Od svibnja 1876. nalazi se na službi u Glavnom stožeru, dok je od svibnja 1877. raspoređen kao pobočnik na službu u 60. pješačku brigadu smještenu u Metzu. U lipnju 1878. unaprijeđen je u čin satnika, da bi u studenom 1879. ponovno bio raspoređen u 2. gardijsku pukovniju gdje zapovijeda satnijom. Od svibnja 1883. služi u stožeru 30. pješačke divizije, a od rujna 1884. u stožeru VII. armijskog inspektorata u Karlsruheu. U veljači 1886. dostiže čin bojnika, nakon čega od prosinca 1888. služi u stožeru 2. pješačke divizije u Danzigu. U navedenoj diviziji služi do listopada 1889. kada je raspoređen u stožer I. korpusa smještenog u Königsbergu gdje se nalazi na službi svega nekoliko mjeseci, do ožujka 1890., kada je premješten u stožer XVII. korpusa. U svibnju 1891. unaprijeđen je u čin potpukovnika, dok je u rujnu te iste godine ponovno raspoređen na službu u Glavni stožer.
U svibnju 1892. Eichhorn je imenovan načelnikom stoćera XIV. korpusa. Na navedenoj dužnosti se nalazi do listopada 1895. kada postaje zapovjednikom 8. grenadirske pukovnije smještene u Frankfurtu na Odri. U međuvremenu je, u svibnju 1894., promaknut u čin pukovnika. Od veljače 1897. obnaša dužnost načelnika stožera VI. korpusa sa sjedištem u Breslauu tijekom koje službe je u srpnju 1897. promaknut u čin general bojnika. U listopadu 1898. imenovan je zapovjednikom 18. pješačke brigade koju dužnost obnaša do svibnja 1901. kada je imenovan zapovjednikom 9. pješačke divizije. Istodobno s tim imenovanjem promaknut je u čin general poručnika. Na mjestu zapovjednika 9. pješačke divizije nalazi se do svibnja 1904. kada postaje zapovjednikom XVIII. korpusa smještenog u Frankfurtu na Majni. Iduće, 1905. godine, unaprijeđen je u čin generala pješaštva. U rujnu 1912. postaje zapovjednikom VII. armijskog inspektorata u Saarbrückenu, dok je u siječnju 1913. promaknut u čin general pukovnika.

## Istočno bojište
U svibnju 1913. godine Eichhorn se ozlijedio prilikom pada s konja u blizini Metza. Iako je u potpunosti ozdravio do početka mobilizacije u srpnju 1914. godine, na početku rata nije mu dodijeljeno bilo kakvo zapovjedništvo iz razloga što su sva viša zapovjedna mjesta bila popunjena. Konačno, u siječnju 1915. uspio je dobiti zapovjedništvo nad jednom pukovnijom, da bi tog istog mjeseca točnije 26. siječnja 1915. dobio zapovjedništvo nad novoformiranom 10. armijom. Kao zapovjednik 10. armije s istom se borio na sjevernom dijelu Istočnog bojišta.
Zapovijedajući 10. armijom Eichhorn je u veljači 1915. godine sudjelovao u Drugoj bitci na Mazurskim jezerima u kojoj je uništio gotovo cijeli ruski korpus. U kolovozu 1915. godine njegove jedinice zauzele su Kovno, za što je Eichhorn 18. kolovoza 1915. godine odlikovan ordenom Pour le Mérite. Njegove postrojbe nastavile su napredovati, te su zauzele Vilnu. Eichornova 10. armija je sudjelovala je u ožujku 1916. u Bitci na Naročkom jezeru u kojoj je odbila ruski napad koji je trebao olakšati pritisak na saveznike na Zapadnom bojištu. Početkom srpnja 1916. godine Eichhorn je dobio zapovjedništvo nad Grupom armija Eichhorn (Heeresgruppe Eichhorn) koja je formirana oko 10. armije čime je postao zapovjednikom svih njemačkih snaga u Litvi i Kurlandiji. Eichhorn je pritom zadržao i zapovjedništvo nad 10. armijom. U listopadu 1917. godine Eichhorn je sa svojom grupom armija započeo ofenzivu koja je rezultirala osvajanjem Rige i baltičkih otoka Ösel, Moon and Dagö za što je u prosincu 1917. godine promoviran u čin feldmaršala.

## Guverner Ukrajine
Nakon što je Rusija u ožujku 1918. godine potpisala Brest-Litovski mir i izišla iz rata, njemačke snage su ušle u Ukrajinu i Krim. Eichorn je 3. travnja 1918. godine dobio zapovjedništvo nad Grupom armija Kijev (Heeresgruppe Eichhorn-Kiew), te je istodobno imenovan vojnim guvernerom Ukrajine, tako da su ga prozvali "neokrunjenim kraljem Ukrajine". Glavni zadatak Eichhorna kao vojnog guvernera bio je što bolje iskorištavati prirodna bogatstva Ukrajine, što je Eichhorn, uz pomoć svojeg načelnika stožera generala Wilhelma Groenera, svesrdno i činio. Eichhorn je provodio oštru okupacijsku politiku, što je izazivalo sve više nezadovoljstva Ukrajinaca kojima je sve više smetala njemačka nazočnost u njihovoj zemlji.

## Smrt
Dana 30. srpnja 1918. godine Eichhorna je u Kijevu ubio Boris Mihajlovič Donski pripadnik lijevog revolucionarnog pokreta. Eichhorn je tako postao jedini njemački feldmaršal koji je tijekom Prvog svjetskog rata umro nasilnom smrću. Pokopan je na groblju Invalidenfiredhof u Berlinu gdje mu se grob nalazi neposredno do groba feldmaršala Alfreda von Schlieffena.

## Vanjske poveznice
(eng.) Hermann von Eichhorn na stranici First World War.com

(eng.) Hermann von Eichhorn na stranici Historyofwar.com

(eng.) Hermann von Eichhorn na stranici Prussian Machine.com

(njem.) Hermann von Eichhorn na stranici Deutschland14-18.de
| Prethodnik: | Zapovjednik 10. armije Hermann von Eichhorn | Nasljednik:          |
| nitko       | Zapovjednik 10. armije Hermann von Eichhorn | Erich von Falkenhayn |